# Hagsatera
 Hagsatera  R. González 1974 es un  género que integra solo 2 especies monopodiales epífitas o litófitas de medianas a pequeñas de orquídeas. Se encuentran solamente en México tropical. Hagsatera brachycolumna estaba clasificada anteriormente en el género Encyclia.

## Descripción
El género Hagsatera está formado por dos especies de orquídeas, una de ellas estaban clasificada en el género Encyclia, la otra fue la descrita y utilizada como ejemplar tipo del género, las flores son definitivamente diferentes, al tener una columna libre y corta, 8 polinia que están adosados a una caudícula elástica y la vaina de las semillas que es triangular en la sección intermedia.

Las plantas jóvenes presentan un aspecto muy diferente del de las plantas maduras.

## Hábitat
Estas orquídeas epífitas o litófitas se encuentran en el México tropical. En bosques de desarrollo secundario, con calor y gran humedad ambiental.

## Taxonomía
El género fue descrito por Roberto González Tamayo y publicado en Orquídea (Mexico City), n.s., 3(11): 343–343. 1974.
Etimología
Hagsatera (abreviado Hgstra): nombre genérico que es otorgado en honor de Eric Hágsater, un orquideólogo mexicano. 

## Especies deHagsatera
La especie tipo es : Hagsatera brachycolumna (L.O.Williams) R.González (1974)
- Hagsatera brachycolumna  (L.O.Williams) R.González (1974)
- Hagsatera rosilloi  R.González (1974)